# Tietzowsee

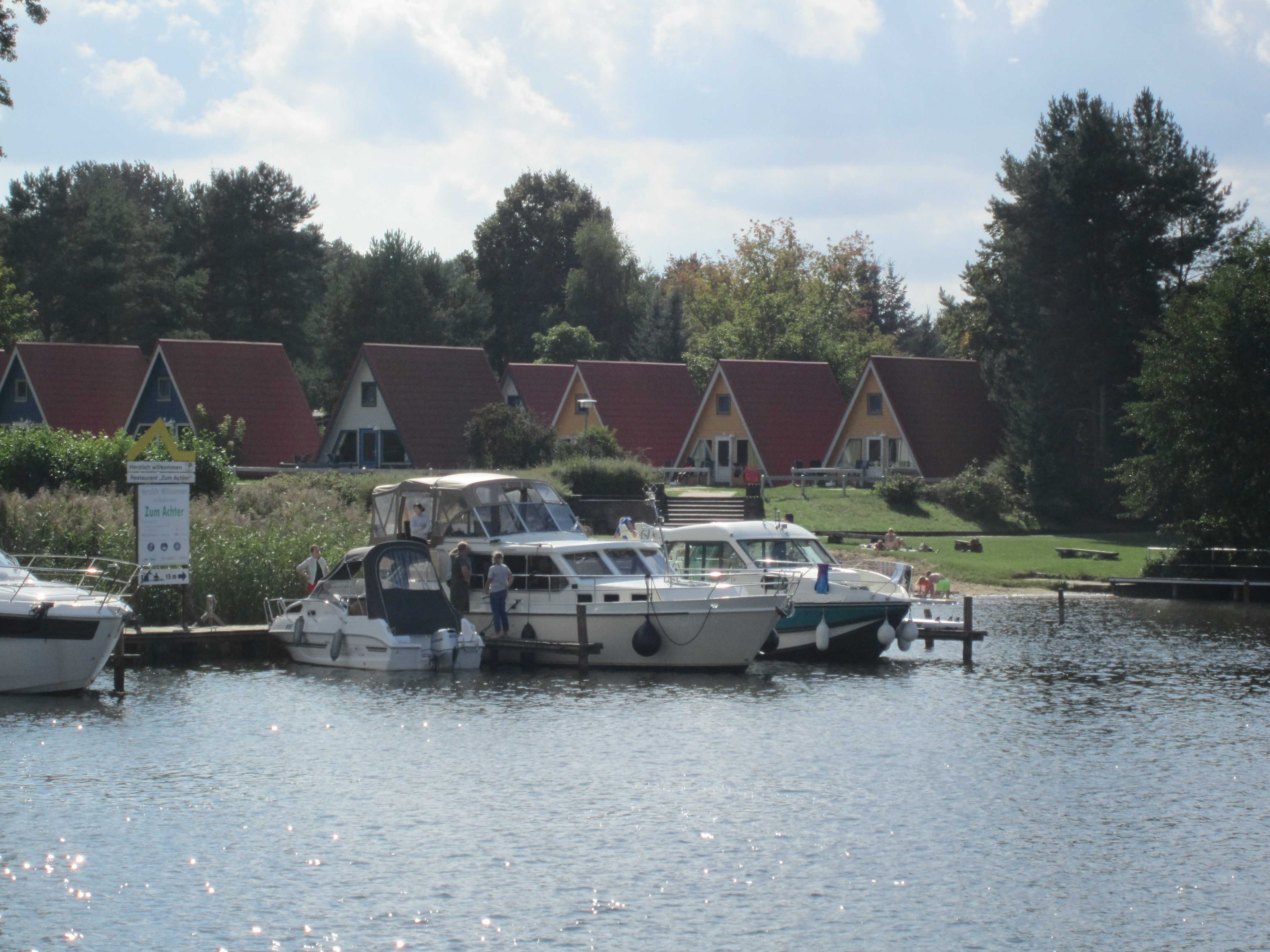
Ferienhaussiedlung am Südwestufer des Tietzowsees

Der Tietzowsee liegt im Norden Brandenburgs und ist Teil der Rheinsberger Seenplatte. Nach Westen ist er über den Zootzenkanal mit dem Zootzensee verbunden, nach Norden über eine Enge mit dem Großen Prebelowsee. Nach Süden besteht Anschluss über den Hüttenkanal (auch Jagowkanal) zum Schlabornsee und Rheinsberger See nach Rheinsberg.
Der See hat eine Fläche von 44 Hektar und eine maximale Tiefe von 8 Metern.
Der Tietzowsee ist Bestandteil der Rheinsberger Gewässer, einer sogenannten sonstigen Binnenwasserstraße des Bundes. Zuständig ist das Wasserstraßen- und Schifffahrtsamt Oder-Havel.
Am Südwestufer des Sees befindet sich in der Nähe des Hüttenkanals eine Ferienhaussiedlung mit Bootsanleger.